# Anton Becker (Politiker, 1907)
Anton Becker (* 19. Mai 1907 in Bochum; † 30. September 1963 ebenda) war ein deutscher Politiker (CDU). Er war von 1955 bis 1963 Mitglied des Landtags von Nordrhein-Westfalen.

## Leben
Nach der Volksschule begann Anton Becker 1921 eine Ausbildung zum Dreher und arbeitete von 1925 bis 1946 in diesem Beruf. Zwischen 1928 und 1930 besuchte er daneben die Fachschule für Wirtschaft und Verwaltung in Bochum. Nach dem Zweiten Weltkrieg arbeitete Becker zunächst als Vermittler beim Arbeitsamt Bochum, von 1952 bis 1952 dann als Geschäftsführer der Gewerkschaft Textil-Bekleidung in Herne.
Becker war 1928 der Zentrumspartei beigetreten, nachdem er zuvor bereits Mitglied im Christlichen Metallarbeiterverband geworden war. Nach dem Krieg trat er in die CDU ein und engagierte sich auch wieder gewerkschaftlich. Im Jahr 1953 wurde Becker Kreisvorsitzender der CDU Bochum.
Becker wurde 1948 Stadtverordneter und war von 1952 bis 1958 Fraktionsvorsitzender der CDU im Bochumer Stadtrat. Er war auch Mitglied im Rundfunkrat des Westdeutschen Rundfunks.
Becker rückte während der dritten Wahlperiode am 12. März 1955 über die Reserveliste seiner Partei in den nordrhein-westfälischen Landtag nach. In der vierten und fünften Landtagswahlperiode schaffte er es auf Anhieb über die Landesliste ins Parlament. Ab dem 7. Oktober 1958 war er stellvertretender CDU-Fraktionsvorsitzender. Becker gehörte dem Landtag bis zu seinem Tod am 30. September 1963 an.